# Surakul Stadium
Das Surakul Stadium (Thai: สนามกีฬาสุระกุล) ist ein Multifunktionsstadion auf der Insel Phuket in Thailand.
Das Stadion wurde bereits 1959 eröffnet. Genutzt wird es für vielerlei verschiedene Veranstaltungen. Zuletzt fanden in diesem Stadion Spiele des King’s Cup 2009 statt. Das größte Event jedoch war die Austragung der Fußball-Südostasienmeisterschaft 2008. Ursprünglich als Austragungsort geplant war Bangkok. Aufgrund der politischen Unruhen und der Besetzung des Flughafens in Bangkok wurde der Austragungsort kurzfristig nach Phuket verlegt. Das Surakul-Stadion war dabei nicht die erste Wahl, gibt es doch Stadien in anderen Städten Thailands, welche einen besseren Komfort bieten und moderner sind. Phuket jedoch war sowohl für die teilnehmenden Mannschaften als auch die Zuschauer am leichtesten mit dem Flugzeug zu erreichen. Phuket konnte erstmals erfolgreich beweisen, dass es tauglich ist für größere Fußballveranstaltungen.
Kurz nach Ende des Turniers wurde auch der Verein Phuket FC gegründet, welcher jetzt seine Heimspiele in diesem Stadion austrägt. Das Stadion ist im Besitz der Phuket Provincial Administration Organisation. Es ist somit eines der wenigen Stadien in Thailand, welches sich in der Hand lokaler Behörden befindet. Dies wiederum macht es schwierig, aufgrund fehlender finanzieller Mittel, das Stadion zu sanieren und andere Großsportveranstaltungen in der Zukunft hier stattfinden zu lassen.

## Nutzer des Stadions
| Verein            | Zeitraum der Nutzung |
| ----------------- | -------------------- |
| Phuket Andaman FC | 2021 bis heute       |
| Patong City FC    | 2020 bis 2021        |
| Banbueng FC       | 2018 bis 2020        |
| Phuket City FC    | 2018 bis 2020        |
| Phuket FC         | 2009 bis 2016        |

## Spiele derU-19-Fußball-Weltmeisterschaft der Frauen 2004
|                             |   |                    |           |
| 11. November 2004, Gruppe C |   |                    |           |
| Südkorea                    | – | Vereinigte Staaten | 0:3 (0:2) |
| Russland                    | – | Spanien            | 4:1 (2:1) |
| 14. November 2004, Gruppe C |   |                    |           |
| Südkorea                    | – | Spanien            | 1:2 (0:1) |
| Vereinigte Staaten          | – | Russland           | 4:1 (2:0) |
| 18. November 2004, Gruppe C |   |                    |           |
| Vereinigte Staaten          | – | Spanien            | 1:0 (1:0) |

## Spiele derFußball-Südostasienmeisterschaft 2008
|                             |   |          |     |
| 6. Dezember 2008, Gruppe B  |   |          |     |
| Malaysia                    | – | Laos     | 3:0 |
| Thailand                    | – | Vietnam  | 2:0 |
| 8. Dezember 2008, Gruppe B  |   |          |     |
| Malaysia                    | – | Vietnam  | 2:3 |
| Laos                        | – | Thailand | 0:6 |
| 10. Dezember 2008, Gruppe B |   |          |     |
| Vietnam                     | – | Laos     | 4:0 |
| Thailand                    | – | Malaysia | 3:0 |